# Fax internet
Nestes últimos anos, com o sucesso da mídia Internet, um novo serviço aparece no meio das telecomunicações: o fax pela internet chamado também Internet Fax ou « Fax to Mail » desenvolve-se cada vez mais. Essa nova tecnologia permite a substituição das máquinas de fax que gastam uma grande quantidade de tinta e de papel.
O serviço Fax Internet permite o envio de faxes a partir do seu computador via a conexão Internet.

## Funcionamento do serviço
Você precisa enviar um documento que se encontra no seu computador para o fax de um amigo, de um cliente ou de um fornecedor. O uso é muito simples e o serviço requer a abertura de uma conta. O usuário tem um login e uma password. Para utilizar o serviço de envio de fax, o usuário tem que fazer uma assinatura. Ele tem que ter um crédito suficiente para usar o serviço. O provedor atribui-lhe então um número "geográfico" local. Com este número geográfico, o usuário pode enviar e receber faxes, assim como se tinha uma máquina de fax tradicional. Após o login, o usuário escolhe o número do destinatário e seleciona no seu computador o arquivo que deseja enviar.

## Enviar um fax
Quando um fax é enviado a partir de uma máquina de fax tradicional para um usuário de fax pela Internet, a operação é a mesma que o envio de fax de uma máquina de fax para uma outra. De facto, quando o fax é enviado via a rede telefónica tradicional no servidor fax, este recebe o fax e converte-o no formato PDF (Portable Document Format) ou TIFF (Tagged Image File Format) segundo as instruções do usuário. O fax passa então pelo Servidor Web na interface web de recepção, na conta do assinante. A seguir, o assinante recebe por email (e algumas vezes por sms (Short message service) no seu telkimedia.org ligação extemóvel) um documento anexado que contém o fax.

## Receber um fax
A partir do seu computador, o usuário conecta-se à sua conta no site do seu provedor via o servidor web. Ao contratar, o usuário recebe um número de telefone que irá divulgar à pessoa que vai passar o fax. Ao ligar para esse número a pessoa vai ouvir o sinal de fax. Segundos depois do fax ser passado, o sistema do provedor irá processá-lo e enviá-lo para o seu email. A seguir, o documento aparece na interface de envio, tal como o destinatário o receberá.
A informação é enviada para o servidor de fax que transmite o documento para a máquina de fax do destinatário via a Rede Telefónica Comutada. O usuário recebe a seguir a confirmação que o envio foi realizado com sucesso, na sua interface web e/ou por correio electrónico.

## Vantagens do serviço
- Não precisa mais de máquina ou aparelho de fax.
- Não precisa nem papel, nem tinta.
- Não precisa pagar uma linha para uma operadora de telefonia local.
- Recepção de faxes na conta de email no formato digital.
- Recepção ilimitada de faxes, 24 horas por dia.
- Recepção de confirmação dos faxes no seu email.
- Confidencialidade na recepção de faxes através da recepção directa.
- Possibilidade de recepção/envio de faxes a partir de qualquer lugar com uma conexão internet.